# Anton 1. af Sachsen
Anton 1. af Sachsen (tysk: Anton Clemens Theodor Maria Joseph Johann Evangelista Johann Nepomuk Franz Xavier Aloys Januar von Sachsen; født 27. december 1755 i Dresden, død 6. juni 1836 i Pillnitz ved Dresden) var konge af Sachsen fra 1827 til 1836.

## Forældre
Hans far var Frederik Christian af Sachsen (1722–1763), der var kurfyrste i 74 dage i 1763. Hans farfar var August 3. af Polen (1696–1763), mens kejserdatteren Maria Josepha af Østrig (1699–1757) var hans farmor. 
Hans mor var Maria Antonia af Bayern (1724–1780). Hans morfar var  Karl 7. (1697–1745). Karl 7. var kurfyrste af Bayern og kejser af det tysk-romerske rige. Maria Amalia af Østrig (1701–1756) var hans mormor. Maria Amalia var både kejserinde og kejserdatter.

## Prins og konge
Anton 1. var sine forældres femte søn. Som prins levede han tilbagetrukket. Han fik ingen apanage, og han fik heller ingen uddannelse som en fremtidig konge. Som 71-årig efterfulgte han sin bror Frederik August 1. af Sachsen som konge. Anton 1. var uforberedt på opgaven som konge.
Som konge havde Anton 1. ingen planer om større reformer, hverken indenrigspolitik eller udenrigspolitisk. Han blev hurtigt upopulær. Dels fordi han ikke ville lempe enevælden, og dels fordi han favoriserede katolikkerne. Det sidste var ikke velset i det overvejende lutherske Sachsen.
Efter Julirevolutionen i Frankrig i 1830 slog utilfredsheden ud i lus lue. I september 1830 måtte den 74-årige kong Anton 1. acceptere sin 33-årige brodersøn Frederik August som medregent (på tysk): Prinz-Mitregenten).
Derefter gik reformerne i gang. I 1831 fik Sachsen en stænderforsamling (en landdag). I 1832 blev bønderne fritaget for statsligt tvangsarbejde, og købstæderne fik en friere styrelseslov. I 1836 fulgte en ny straffelov.
Efter Anton 1.s død i 1836 blev medregenten enekonge under navnet Frederik August 2. af Sachsen. Den nye konges far (der var den gamle konges bror), og som hed Maximilian, havde ganske vist en nærmere arveret, men Maximilian af Sachsen havde givet afkald på posten som tronfølger i 1830.

## Ægteskaber
Anton 1. var gift to gange.
Den 24. oktober 1781 giftede han sig med den 17-årige prinsesse Maria Carolina af Savoyen (1764–1782). Hun var datter af kong Viktor Amadeus 3. af Sardinien. Fjorten måneder senere døde prinsesse Maria Carolina som 18-årig. Parret fik ingen børn.  
Han næste gemalinde var ærkehertuginde Maria Theresia af Østrig (1767–1827), som han giftede sig med 18. oktober 1787. Maria Theresia var datter af kejser  Leopold 2. (1747–1792) af det tysk-romerske rige og Maria Ludovica af Spanien (1745–1792). Maria Ludovica var datter af kong Karl 3. af Spanien.
Før sin død i 1827 nåede Maria Theresia at være dronning af Sachsen i seks måneder og to dage. 
Anton 1.s og Maria Theresias børn døde som spæde.
- Maria Louise (14. marts 1795 – 25. april 1796)
- Friedrich August (født og død 5. april 1796)
- Maria Johanna (5. april 1798 – 30. oktober 1799)
- Maria Theresia (født og død 15. oktober 1799)

## Eksterne links
- Wikimedia Commons har flere filer relateret til Anton 1. af Sachsen